# Deborah Watling
Deborah Watling (Loughton; 2 de enero de 1948-Norwich; 21 de julio de 2017) fue una actriz británica, más conocida por su papel de Victoria Waterfield, acompañante del Segundo Doctor en la serie de la BBC Doctor Who.

## Biografía
Watling nació en Fulmer, Buckinghamshire, y era hija de los actores Jack Watling y Patricia Hicks. Su hermana Dilys y su hermano Giles también son actores. Comenzó como actriz infantil y tuvo un papel regular como la nieta de Peter Brady en la serie The Invisible Man (1958). Después haría el papel protagonista en Alice (1965), la versión de Dennis Potter de Alicia en el país de las maravillas, y también protagonizaría en la BBC The Wednesday Play. Tuvo un pequeño papel en That'll Be the Day (1973) e interpretó a Norma Baker en la serie de la ITV Danger UXB (1979).
Watling interpretó a Victoria en Doctor Who de 1967 a 1968, aunque por culpa de la política de borrado de la BBC en la época, The Tomb of the Cybermen (1967) es el único serial con ella presente que se conserva íntegramente. También apareció en Dimensions in Time (1993) y Downtime (1995). Coprotagonizó junto con Cliff Richard la película Take Me High. También ha aparecido en el audiodrama de Doctor Who Three's a Crowd. Watling asistía regularmente a convenciones y eventos sobre la serie. Falleció el 21 de julio de 2017, luego de padecer cáncer de pulmón.